# 피원량
피원량(皮元亮)은 고려 후기의 문신, 관료로서 용담현령(龍潭縣令)을 역임하였다. 본관은 홍천(洪川)이다.

## 생애
고려 말 피원량이 용담현령(龍潭縣令)에 재임했을 때 왜구가 진포(鎭浦)에 쳐들어와 주군(州郡)을 약탈하였다. 현령 피원량(皮元亮)이 염군리(廉君利), 고윤덕(高允德) 등과 모의하여, 현의 남쪽 석잔(石棧)에 목책을 세운 다음 가장 높은 여섯 곳에 돌을 모아 쌓아 놓고서 왜적이 쳐들어오는 것을 기다렸다가 돌을 떨어뜨려 적을 분쇄하고자 하였다.
왜구는 현령 피원량의 방비가 철저함을 알고 감히 접근하지 못하고 도망해 갔다. 온 고을이 이로 인하여 편안하였다.